# Нестино
Нестино — село в Сунском районе Кировской области в составе Кокуйского сельского поселения.

## География
Находится на расстоянии примерно 9 километров по прямой на юго-восток от районного центра поселка  Суна.

## История
Известно с 1678 года как деревня Нестиных с 3 дворами, в 1764 учтено в ней 62 жителя. В 1873 году в селе Нестинское (Нижнепольское) дворов 43, жителей 306, в 1905 46 и 302, в 1926 72 и 309, в 1950 79 и 310, в 1989 проживало 353 человека. Деревянная Успенская церковь была построена в 1857 году, каменная в 1878 году. 

## Население
Постоянное население  составляло 302 человека (русские 97%) в 2002 году, 180 в 2010.